# 初音ミクの消失
「初音ミクの消失」（はつねミクのしょうしつ）は、日本のボカロP・cosMo@暴走P制作のVOCALOID楽曲。2008年4月8日に発表され、ボーカルシンセサイザー・初音ミクが歌唱する。
後年には、本楽曲を表題曲とする「消失」シリーズの楽曲を収録した同氏のメジャーデビューアルバムも発売され、小説化もされた。

## 楽曲「初音ミクの消失」
楽曲「初音ミクの消失」は、2008年4月8日にロングバージョンが動画共有サイト「ニコニコ動画」で発表され、2010年までに約400万回の再生数を記録する高い人気を得た、cosMo@暴走P（以下cosMo）の代表曲である。
あえて人間らしさとかけ離れた方向を目指しており、BPM240もの高いテンポで、高速度で歌詞を紡ぐ歌となっている。その速さから同曲は、通信カラオケ大手のJOYSOUNDが2011年に発表した「難しすぎて歌えない曲」のランキングで1位に選ばれている。リズムアクションゲーム『初音ミク -Project DIVA-』では、収録された曲の中でも高い難易度を誇るとされる。
「初音ミクの消失」という曲名は、これより先に発表した曲が「初音ミクの暴走」であったことから、小説『涼宮ハルヒシリーズ』の5巻『涼宮ハルヒの暴走』、4巻『涼宮ハルヒの消失』のタイトルより着想を得てつけられたもので、cosMoは2011年のインタビューで「もうちょっと自分のちゃんとしたオリジナルタイトルを考えておけばよかった」と語っている。ただし、歌詞はあくまで真面目なものである。cosMoは、多くのユーザーの手による楽曲、詩、絵、映像といった多彩な創作物から形づくられる初音ミクの”像”を、初音ミクが取り込み、代謝して生きていると捉えた。人々が初音ミクにイメージを付加しなくなったとき、それを代謝して生きている初音ミクは死を迎える。その漠然とした悲しみがこの曲では表現されている。

## アルバム『初音ミクの消失』
アルバム『初音ミクの消失』は、2010年8月4日にEXIT TUNESから発売された。規格品番はQWCE-10027、販売元はポニーキャニオン。
cosMoが2007年から2010年にかけニコニコ動画にて発表した、「初音ミクの消失」をはじめとする「初音ミク」をテーマとした楽曲シリーズ、「消失」シリーズの全14曲をリマスタリングし収録している。キャッチコピーは「初音ミク。その「誕生」「暴走」「戸惑」「分裂」「破壊」「終焉」「消失」そして「激唱」」。デッドボールPがcosMoに「こすもたんCD出した方がいいって！ みんな欲しがるって！」と勧めたのがきっかけとなりリリースに至ったという。
収録曲のうち「初音ミクの分裂→破壊」と「初音ミクの激唱」については、cosMoの同人音楽サークル「CHEMICAL SYSTEM LE」のメンバーであるGAiAが作詞を手がけている。アルバム『初音ミクの消失』は、cosMoとGAiAが思い描く初音ミク像などを表現したこれらの収録楽曲、ブックレット描かれる各楽曲ごとのストーリーによって、初音ミクの誕生から結末までをつづるコンセプトアルバムとなっている。
ジャケットイラストレーターは左。特典としては、左のイラストによるジグソーパズルの一部を模した携帯ストラップとcosMo本人のイラストによるフェイクカードが付属し、店頭にてB2サイズのポスターが、アンケートへの回答でクリアファイルがプレゼントされた（ストラップとポスターは数量限定）。
発売初週に19427枚を売り上げ、オリコンチャートで6位を記録した。
2012年8月3日には、クリプトン・フューチャー・メディアのKARENTレーベルよりダウンロード販売も開始された。

### 収録曲
- 作詞 - cosMo@暴走P（#1 - #5、#7 - #12、#14）、GAiA（#6、#13）
- 作曲 - cosMo@暴走P（全曲）

1. 新世界 / cosMo@暴走P feat. 初音ミク [3:20]
  - インスト[3]。
2. 初音ミクとあそぼぅ!!  / cosMo@暴走P feat. 初音ミク [4:35]
3. A.I.  / cosMo@暴走P feat. 初音ミク [4:34]
4. 初音ミクの暴走 / cosMo@暴走P feat. 初音ミク [4:48]
  - 「消失」と並ぶcosMoの代表曲で、cosMoに暴走Pという名前がつくきっかけとなった曲[2]。
5. 初音ミクの戸惑 / cosMo@暴走P feat. 初音ミク [5:06]
6. 初音ミクの分裂→破壊 / Storyteller（GAiA x cosMo@暴走P）feat. 初音ミク [5:32]
  - 初音ミクの追加音源「初音ミクAppend」6種類すべてを使った組曲[3]。
7. さよなら常識空間 / cosMo@暴走P feat. 初音ミク [4:38]
8. 0 / cosMo@暴走P feat. 初音ミク [3:41]
9. 初音ミクの終焉 / cosMo@暴走P feat. 初音ミク [3:59]
10. 初音ミクの消失 / cosMo@暴走P feat. 初音ミク [4:49]
  - タイトルチューン。『Vocarhythm』『VOCALOID BEST from ニコニコ動画 (あか)』『初音ミク 5thバースデー ベスト〜impacts〜』収録版とはアレンジが異なる。曲名は「初音ミクの消失 -DEAD END-」と記される場合もある。
11. Hyper∞LATiON / cosMo@暴走P feat. 初音ミク [2:18]
12. ∞ / cosMo@暴走P feat. 初音ミク [5:08]
  - 「インフィニティ」と読む（歌詞中）。『Vocarhythm』収録版とはアレンジが異なる。
13. 初音ミクの激唱 / Storyteller feat. 初音ミク [5:00]
  - 『初音ミク -Project DIVA- 2nd』のための書き下ろしのボス曲をとの依頼に基づいて作られた曲[11]。
14. 浅黄色のマイルストーン / cosMo@暴走P feat. 初音ミク [3:44]

## 小説『初音ミクの消失-小説版-』
小説版は、2012年7月に一迅社より発売された。原作はcosMo自身、著作はcosMoとライターの阿賀三夢、イラストは夕薙が担当した。cosMoは、楽曲で表現しようとした抽象的なテーマを、ストーリーとして成り立つ、具体的な目に見える事象に落とし込むことを図ったという。物語はアルバムのブックレットで描かれているものと異なり、アルバムの物語は初音ミクが発売され世に出てからの状況を追う形で進められるが、小説版の初音ミクは平凡な大学生の青年がフィールドテストを依頼された人間そっくりの謎の人造人間として登場する。
2013年8月に発売された文庫判では、夕凪の新規描き下ろしカバーに加え、文庫判のために新たに書き下ろされたcosMo原案のオリジナル小説も収録されている。
- 『初音ミクの消失-小説版-』（2012年7月20日、一迅社）ISBN 978-4758043564
- 『初音ミクの消失-小説版-（文庫判）』（2013年8月1日、一迅社）ISBN 978-4758044615

## 他の収録CD等
発売日順。

### 初音ミク歌唱版
- 『EXIT TUNES PRESENTS Vocarhythm feat.初音ミク』（EXIT TUNES、2009年3月4日） - コンピレーション・アルバム。「初音ミクの消失」と「∞」を収録。
- 『EXIT TUNES PRESENTS SUPER PRODUCERS BEAT MIXED BY Ryu☆』（EXIT TUNES、2010年4月7日） - Ryu☆（中原龍太郎）を初めとするダンストラック・クリエイター達によるダンスアレンジ＆ノンストップメガミックスアルバム。「初音ミクの消失」のHommarjuによるリミックス「ミクの消失 (Hommarju Remix)」を収録。
- 『EXIT TUNES PRESENTS Vocalogenesis feat.初音ミク』（EXIT TUNES、2010年5月19日） - コンピレーション・アルバム。「初音ミクの暴走 -Full ver.-」を収録。
- 『EXIT TUNES PRESENTS Supernova 3』（EXIT TUNES、2010年7月7日） - 同上。「初音ミクの分裂→破壊」を「分裂→破壊」のタイトルで収録。
- 『初音ミク -Project DIVA- 2nd NONSTOP MIX COLLECTION』（ソニー・ミュージックダイレクト、2010年7月28日） - 「初音ミク -Project DIVA- 2nd」の公式ノンストップ・リミックス・アルバム。「初音ミクの激唱」のサオリリスによるリミックスを収録。
- 『DJ Lily Presents SUPER VOCALOID』（avex trax、2011年4月27日） - ノンストップ・リミックス・アルバム。「初音ミクの消失」のbakerによるリミックス「初音ミクの消失 -NTMG mix-」を収録。
- 『VOCALOID BEST from ニコニコ動画 (あか)』（ソニー・ミュージックダイレクト、2011年6月22日） - VOCALOID楽曲のベスト・アルバム。「初音ミクの消失」を収録。
- 『初音ミクVision』（ポニーキャニオン、2011年7月20日） - VOCALOID関連作品のPV集。金子翔による「初音ミクの消失 -DEAD END-」のPVを収録。
- 『初音ミク DANCE REMIX Vol.1』（ビクターエンタテインメント、2011年12月7日発売） - VOCALOID関連楽曲のダンスリミックスアルバム。「初音ミクの消失」のMoonbugによるリミックス「初音ミクの消失 Moonbug remix」を収録。
- 『Vocalo Vision feat.初音ミク』（ポニーキャニオン、2011年12月21日発売） - VOCALOID関連作品のPV集。ブラザーPによる「初音ミクの戸惑」のPVを収録。
- 『太鼓の達人 オリジナルサウンドトラック「ドンダフル!」』（日本コロムビア、2011年12月21日発売） - 音楽ゲーム「太鼓の達人」のサウンドトラック。ゲームに提供した「初音ミクの消失-劇場版-」（「初音ミクの消失」のセルフアレンジだが曲構成が大幅に異なる）を収録。
- 『EXIT TUNES PRESENTS VocaloVanguard feat. 初音ミク fast』（EXIT TUNES、2012年7月18日発売） - コンピレーション・アルバム。ヴィレッジヴァンガード限定発売。「初音ミクの消失」を収録。
- 『初音ミク 5thバースデー ベスト〜impacts〜』（ドワンゴ・ミュージックエンタテインメント、ソニー・ミュージックダイレクト、2012年8月1日） - コンピレーション・アルバム。「初音ミクの消失」を収録。
- 『創造Endless』（ジェネオン・ユニバーサル、2012年11月28日発売） - 三重の人によるVOCALOID関連作品のPV集。「さよなら常識空間」のPVを収録。
- 『初音ミク Thank you 1826 Days〜SEGA feat. HATSUNE MIKU Project 5th Anniversary Selection〜』（ソニー・ミュージックレーベルズ、2014年9月17日発売） - 「初音ミク×セガ」プロジェク5周年を記念したサウンドトラックアルバム。「初音ミクの激唱」を収録。
- 『HATSUNE MIKU EXPO 2014 IN INDONESIA』（KARENT、2014年10月6日発売） - レーベル「KARENT」よりネット配信のみで発売。2014年5月28日・29日にインドネシアの首都ジャカルタで開催された初音ミクの世界ツアー『HATSUNE MIKU EXPO 2014 IN INDONESIA』の初音ミクライブコンサートの音源をまとめたアルバム。「初音ミクの激唱」のライブ音源である「初音ミクの激唱 -MIKU EXPO 2014 in INDONESIA Live-」を収録。
- 『Download feat.初音ミク』（Victor、2014年12月10日発売） - 『Upload feat.Vocalist』と対になる、「初音ミク×歌い手」をテーマにしたコンセプトアルバム。「初音ミクの消失（feat.石川綾子）」の初音ミク歌唱版を収録。
- 『HATSUNE MIKU 10th Anniversary Album 「Re:Start」』（ドワンゴ・ユーザーエンタテインメント、2017年8月30日） - コンピレーション・アルバム。「初音ミクの消失」を収録。

### カバー
- 『EXIT TUNES PRESENTS 神曲を歌ってみた 4』（EXIT TUNES、2011年3月16日） - ネット上の歌い手たちによる楽曲を収録したコンピレーション・アルバム。「初音ミクの暴走」の「vip店長」歌唱版を収録。
- 『サオリリス 歌ってみた 初音ミク』（ソニー・ミュージックダイレクト、2011年4月27日） - サオリリスのアルバム。「初音ミクの消失 -DEAD END-」（本作収録バージョンに近い）の「サオリリス」歌唱版を収録。
- 『V-box』（dmARTS、2012年10月31日発売） - まらしぃのピアノアルバム。「初音ミクの消失」のピアノアレンジを収録。
- 『Upload feat.Vocalist』（Victor、2014年12月10日発売） - 『Download feat.初音ミク』と対になる、「初音ミク×歌い手」をテーマにしたコンセプトアルバム。「初音ミクの消失（feat.石川綾子）」の「弟の姉」歌唱版を収録。
- 『For UltraPlayers』（EXIT TUNES、2015年9月2日発売） - cosMoのメジャー3rdアルバム。「0」のインストゥルメンタル版「0=Xerostrumental=」、「∞」のインストゥルメンタル版「∞=Inftrumental=」を収録。

### 音楽ゲームへの収録
各楽曲の収録作品の詳細はcosMo#商業ゲームを参照。
- 『初音ミク -Project DIVA-』シリーズ（セガゲームス/セガ・インタラクティブ） - 「初音ミクの消失」、「初音ミクの激唱」を収録。
- 『Miku Flick-ミクフリック-』シリーズ（セガゲームス） - 「初音ミクの消失」を収録。
- 『maimai』シリーズ（セガ・インタラクティブ） - 「初音ミクの消失」を収録。
- 『チュウニズム』シリーズ（セガ・インタラクティブ） - 「初音ミクの消失」、「初音ミクの激唱」を収録。
- 『ミュージックガンガン!』シリーズ（タイトー） - 「初音ミクの消失」を収録。
- 『グルーヴコースター』シリーズ（タイトー） - 「初音ミクの消失」を収録。
- 『太鼓の達人』シリーズ（バンダイナムコエンターテインメント） - 「初音ミクの激唱」、「初音ミクの消失-劇場版-」を収録。
- 『SOUND VOLTEX』シリーズ（コナミデジタルエンタテインメント） - 「初音ミクの消失」を「消失」のタイトルで、「初音ミクの暴走」を「暴走」のタイトルで収録。
- 『BeatStream』シリーズ（コナミデジタルエンタテインメント） - 「0」を収録。
- 『オンゲキ』シリーズ（セガ・インタラクティブ） -  「初音ミクの消失」を収録。
- 『プロジェクトセカイ カラフルステージ! feat. 初音ミク』（セガ/Colorful Palette） - 「初音ミクの消失」、「初音ミクの激唱」を収録。